# Cork International Film Festival
Das Cork International Film Festival (CIFF) ist ein jährlich stattfindendes Filmfestival in Cork, Irland. Es wurde 1956 gegründet und hat sich zu einem international bekannten Festival, besonders im Bereich des Kurzfilms, entwickelt.
Das Cork Film Festival ist eines der ältesten europäischen Festivals und feierte im November 2010 sein 55-jähriges Bestehen. Im Jahr 2007 wurde es in Corona Cork Film Festival umbenannt, bis im Jahr 2012 das Sponsoring wieder zurückgezogen wurde.
Das Programm setzt sich aus einem breiten Mix von Blockbustern, ausländischen Filmen, Independentfilmen, Dokumentationen und Kurzfilmen aus der ganzen Welt zusammen. Das Festival bietet gleichzeitig eine breite Plattform für den irischen Film.
Seit 1956 wächst das Festival sowohl in der Anzahl an Aufführungen, Besuchern und der medialen Berichterstattung. Das Festival erreicht so ein stetig wachsendes Interesse von Cineasten, Filmschaffenden und der allgemeinen Öffentlichkeit. 
Bis März 2013 war Mick Hannigan Festivaldirektor. Aktuell ist Fiona Clark CEO des Cork Film Festivals. Aurélie Godet ist Kreativchefin.

## Preise
- Bester internationaler Kurzfilm
- Cork-Short-Film-Nominierung für den Europäischen Filmpreis
- Bester irischer Kurzfilm
- Claire Lynch Award für den Besten irischen Nachwuchsregisseur eines Kurzfilms
- “Made in Cork” Award für den Besten Kurzfilm
- Audience Award für den Besten internationalen Kurzfilm
- “Award of the Festival” für den Besten Kurzfilm
- Outlook Award für den Besten LGBT-Kurzfilm